# Бракмон, Феликс
Огю́ст Жозе́ф (Фе́ликс) Бракмо́н, Бракемон (фр. Auguste Joseph Bracquemond, Félix Bracquemond, [brakˈmõ]; 28 мая 1833, Париж, Королевство Франция — 27 октября 1914, Севр, Третья Французская республика) — французский график (гравёр и литограф), живописец, керамист, художник-декоратор и теоретик. Выдающийся мастер офорта, способствовавший возрождению этой техники во второй половине XIX века. Один из основоположников японизма, наряду с супругой Мари Бракмон — близкий знакомый и участник выставок импрессионистов.

## Биография

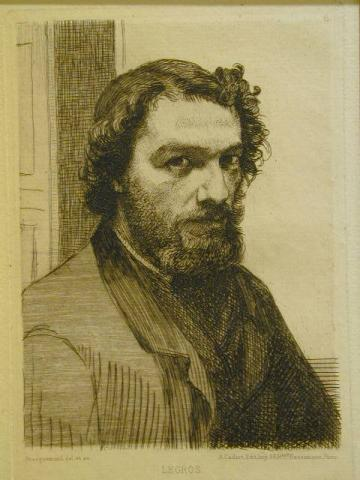
Портрет Альфонса Легро

Феликс Бракмон родился в Париже в 1833 году. Изучал технику литографии. Одновременно брал уроки рисования и позднее учился у Жозефа Гишара (1806—1880), ученика Доминика Энгра.
Феликс Бракмон впервые принял участие в Парижском салоне в 1852 году, представленный им портрет привлёк всеобщее внимание. Около 1853 года он начал заниматься гравюрой. В общей сложности Бракмон создал более восьмисот офортов, включая портреты, пейзажи, сцены современной жизни и исследования птиц, а также многочисленные интерпретации картин других художников. Он подружился с Теодором де Банвилем, Жюлем Амеде Барбе д’Оревильи, Гюставом Жеффруа, Феликсом Надаром. Он также был другом Огюста Родена. В 1863 г. жюри Парижского салона забраковало его офорты, заявленные для участия в выставке. И вместе с другими художниками, позднее основавшими новое течение «импрессионизм», Бракмон представил свои работы на Салоне отверженных, а в 1874 году последним присоединился к участникам Первой выставки импрессионистов.
В 1890 году  Феликс Бракмон становится одним из членов второго по счету Национального общества изобразительных искусств.
Позже, в 1900 году он был удостоен гран-при за свою импрессионистскую графику.
Как художник-теоретик, Бракмон, оказывал значительное влияние на мастеров своего времени. Его книга о рисунке и цвете, изданная в 1885 году, сыграла заметную роль в творчестве Винсента ван Гога. Бракмон был одним из первых художников, проявивших интерес к японской ксилографии. Именно он в 1856 году случайно обнаружил в парижской лавке Делатра, где торговали китайским чаем и фарфором, стопки гравюр К. Хокусая, которые использовали в качестве обёрточной бумаги. С этого открытия в Париже началось увлечение «японизмами».

## Публикации текстов
- Du dessin et de la couleur :  [фр.] / par Bracquemond, peintre et graveur. — Paris : G. Charpentier et Ce, 1885. — 281 p. — OCLC 697724627.